# Lampona murina
Lampona murina is een spinnensoort uit de familie Lamponidae. De soort komt voor in het oosten van Australië en Nieuw-Zeeland.